# Chi Cát lan

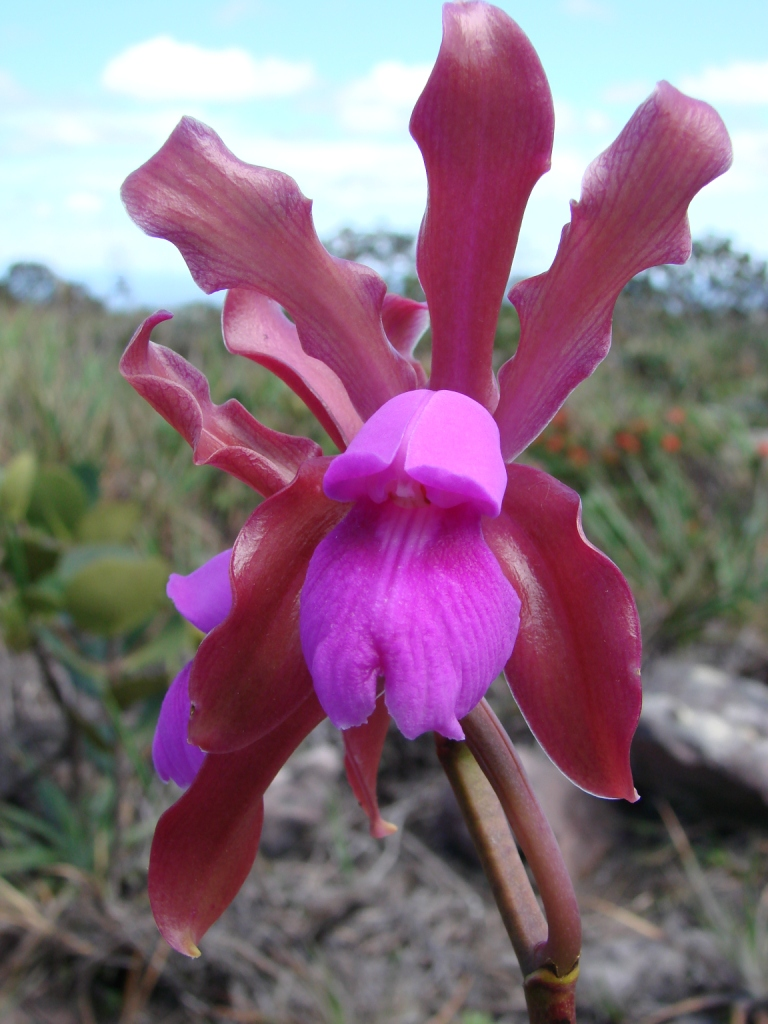
Cattleya elongata

Chi Cát lan hay chi Lan hoàng hậu (danh pháp khoa học: Cattleya) là một chi thực vật gồm 113 loài hoa lan phân bố từ Costa Rica đến Nam Mỹ nhiệt đới. Tên chi này do John Lindley đặt năm 1824 theo tên của William Cattley là người đã nhân giống và trồng thành công loài lan Cattleya labiata. Tên viết tắt của chi này trên các tạp chí thương mại là C. Cattleya cũng là tên một liên minh hoa lan gồm các chi Brassavola, Broughtonia, Cattleya, Encyclia, Guarianthe, Laelia, Myrmecophila, Sophronitis.

## Hình ảnh

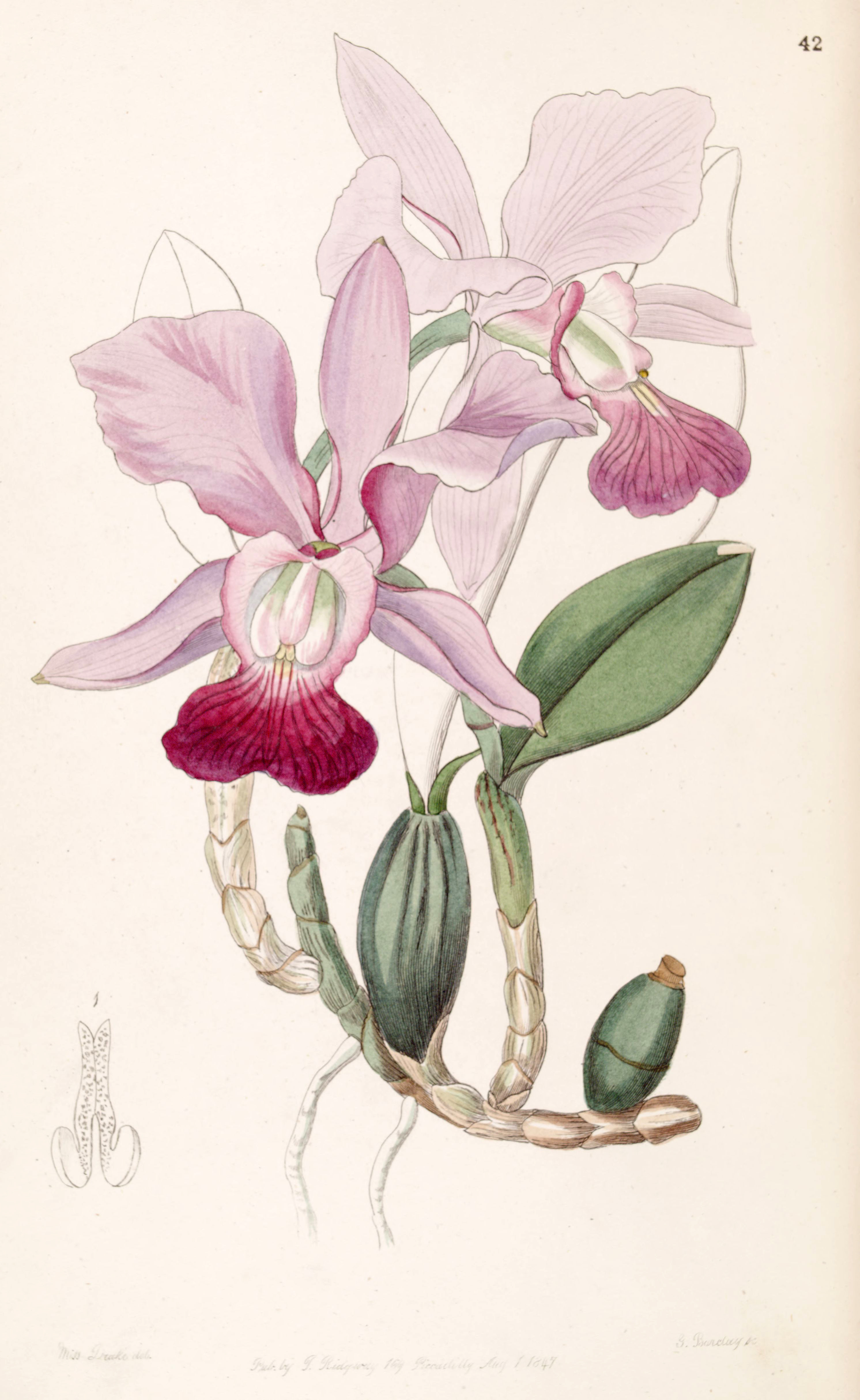
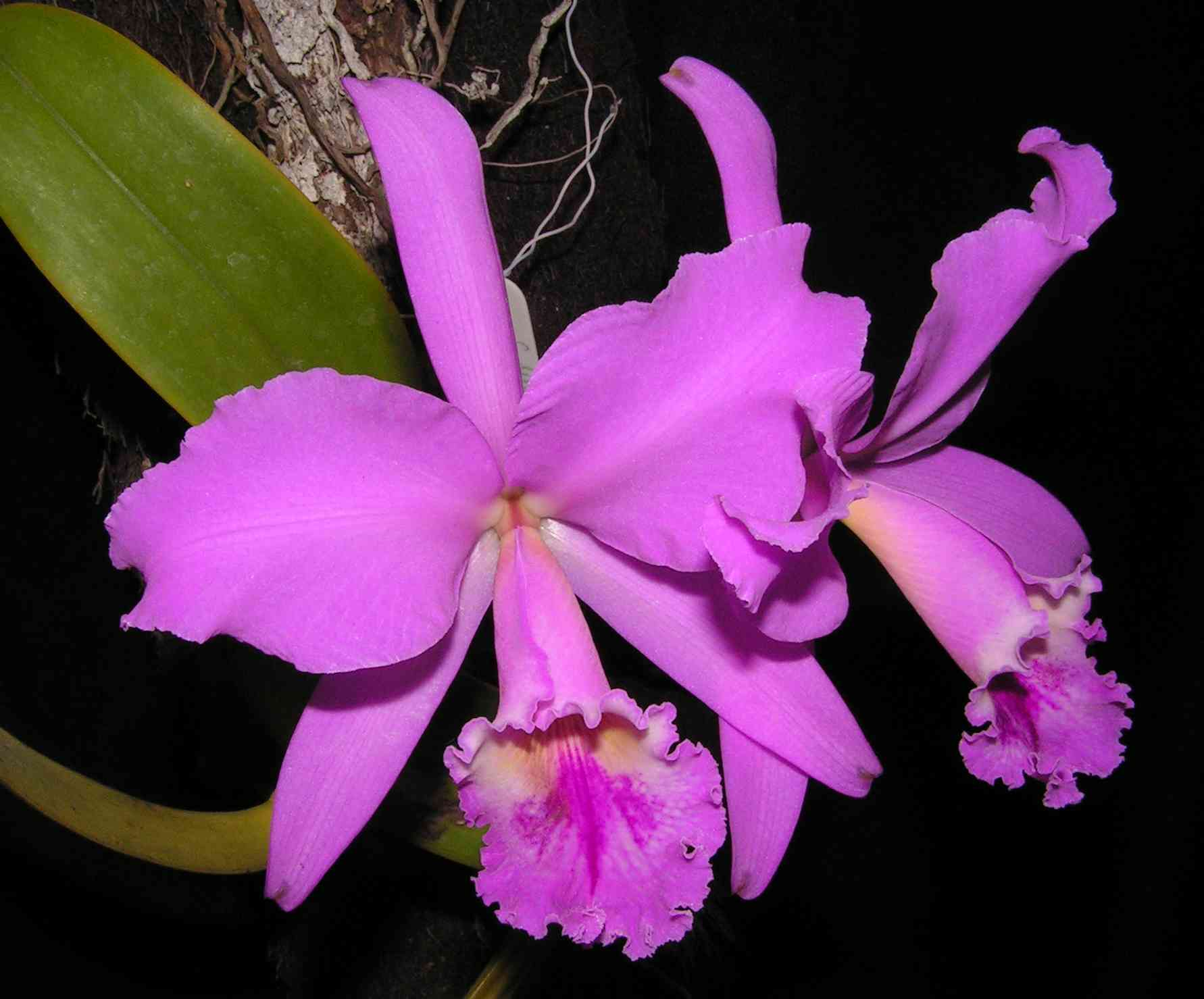
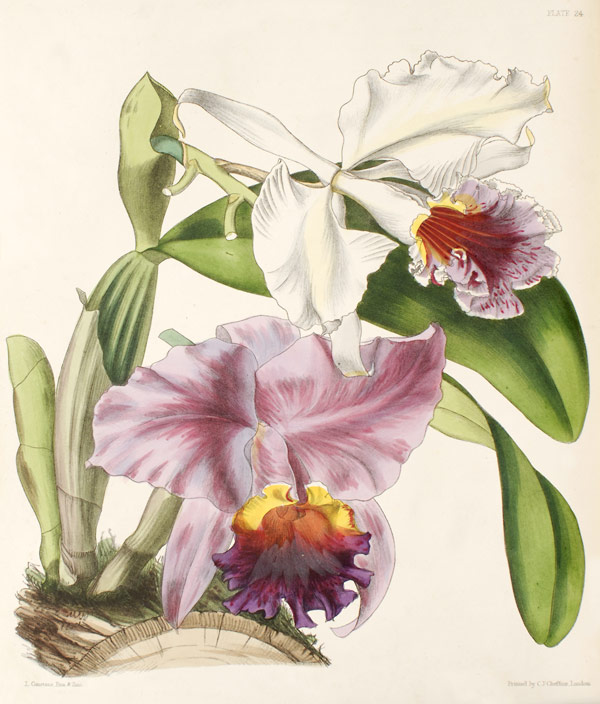
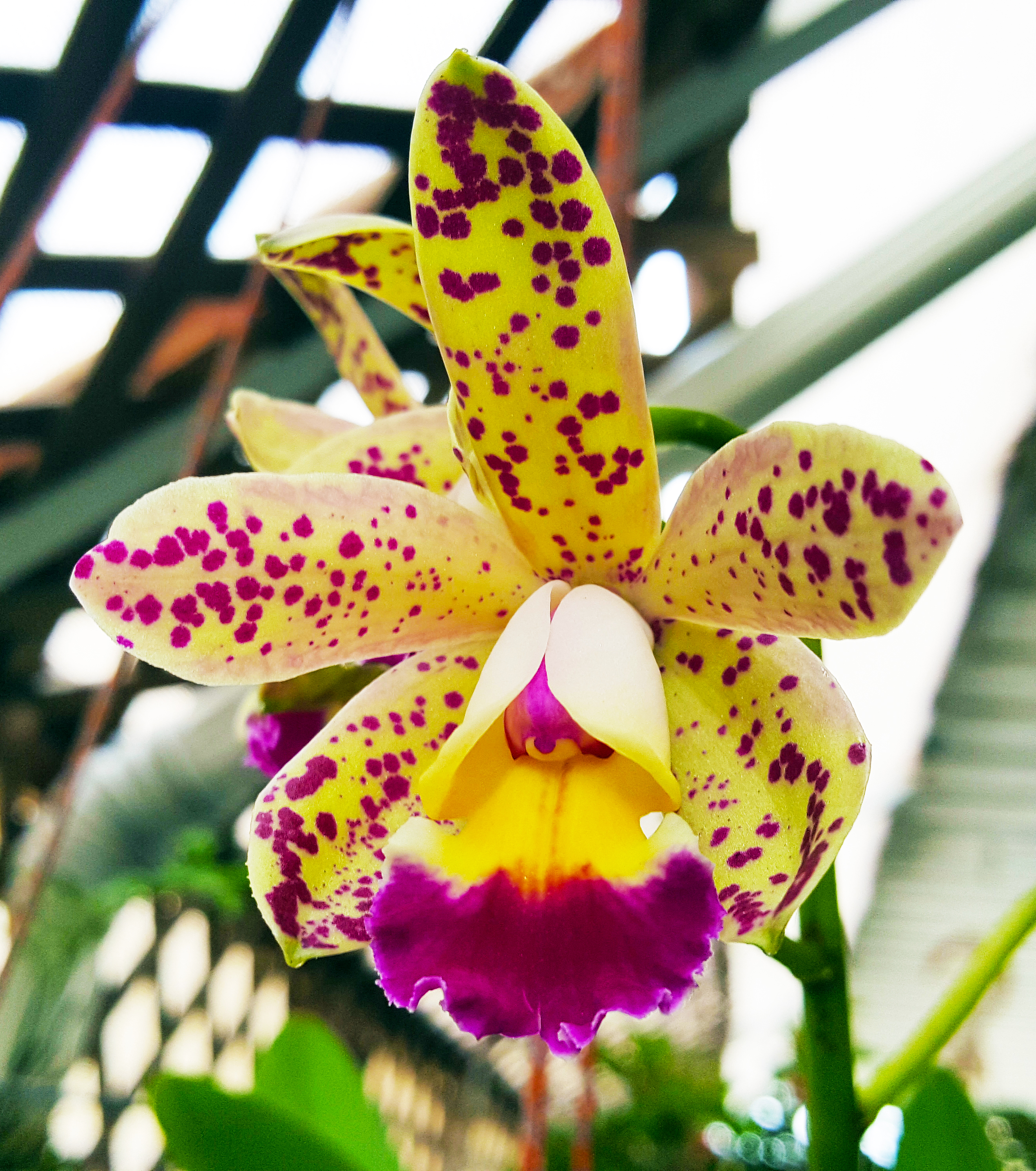
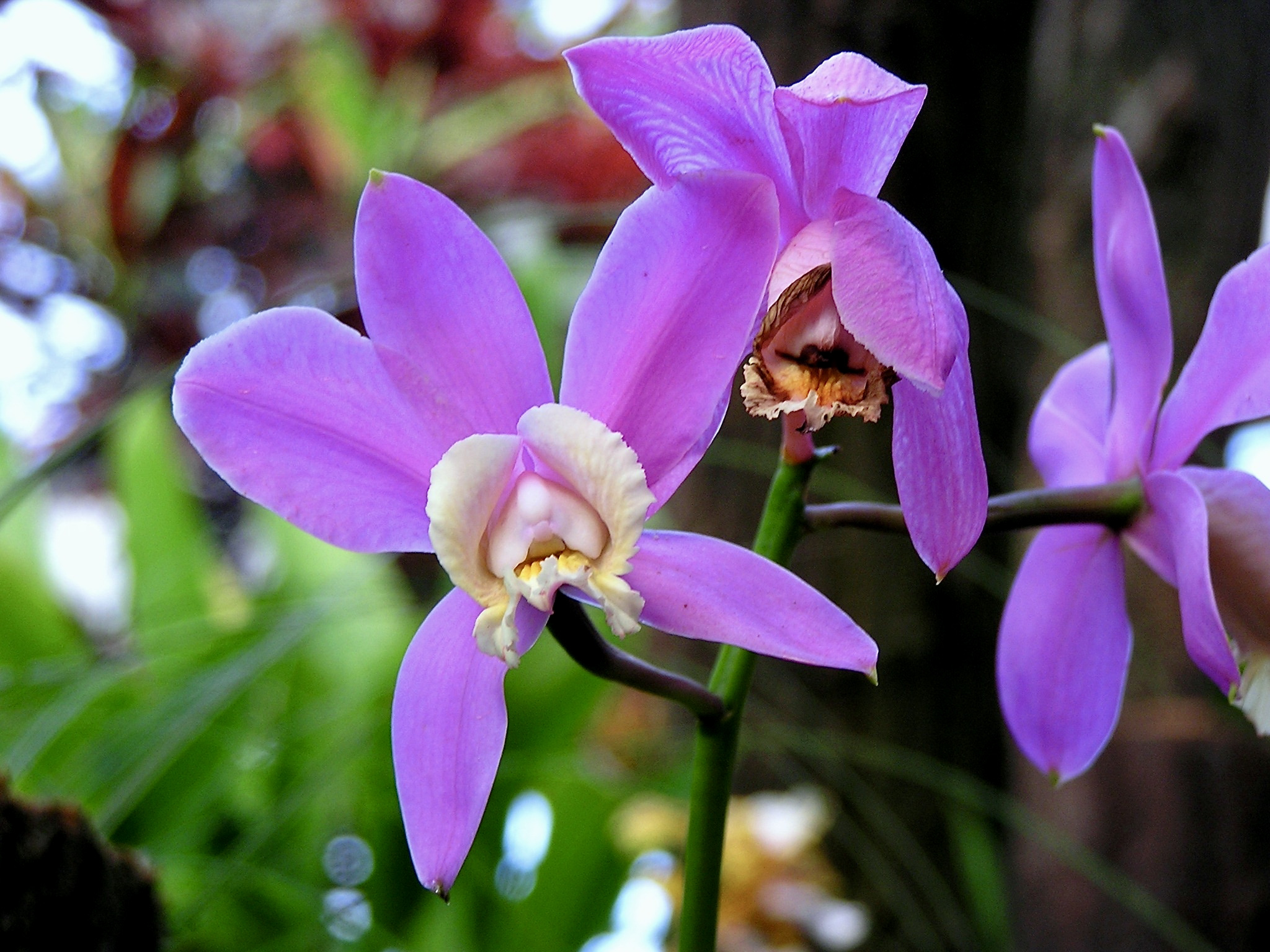
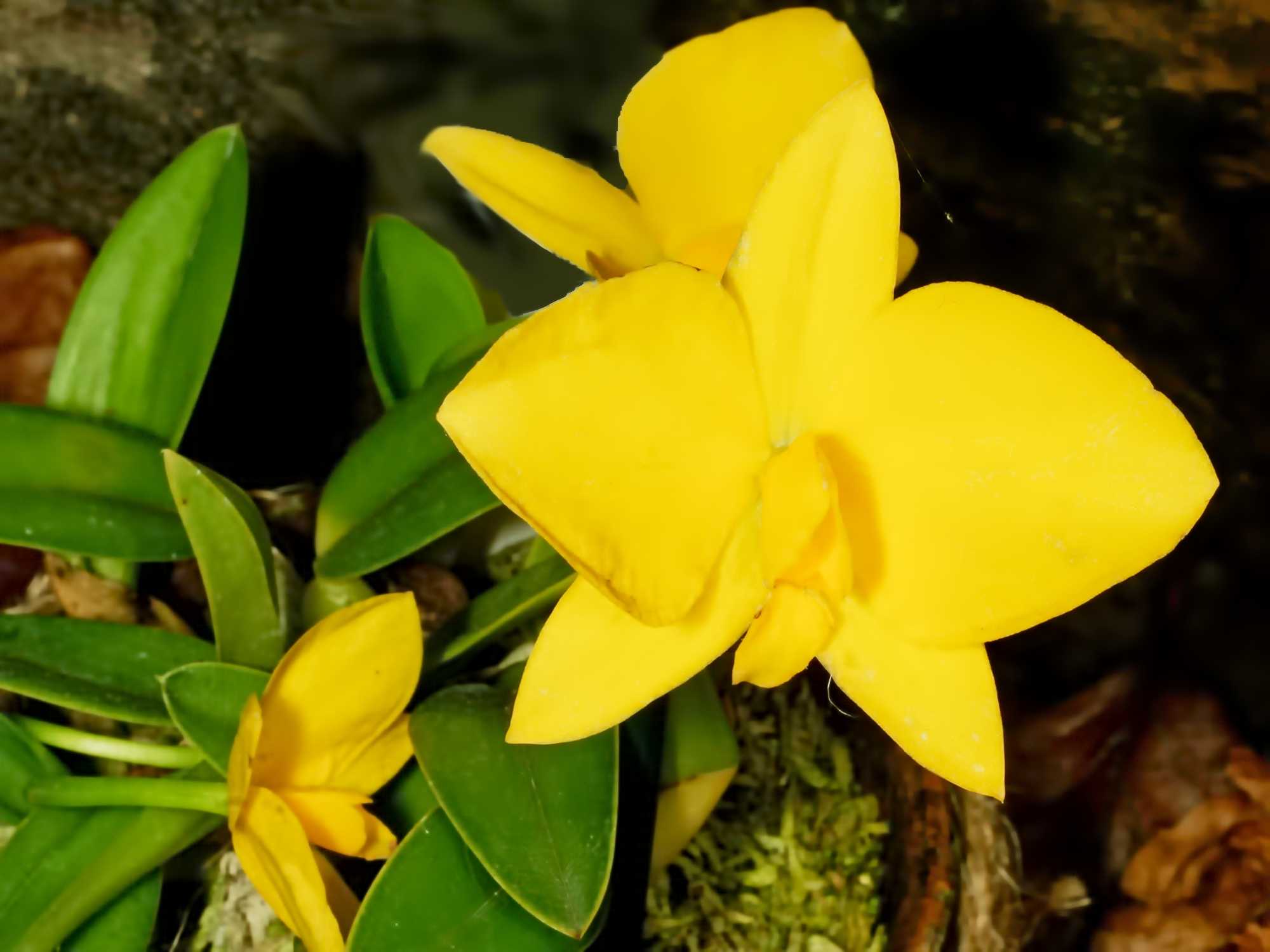
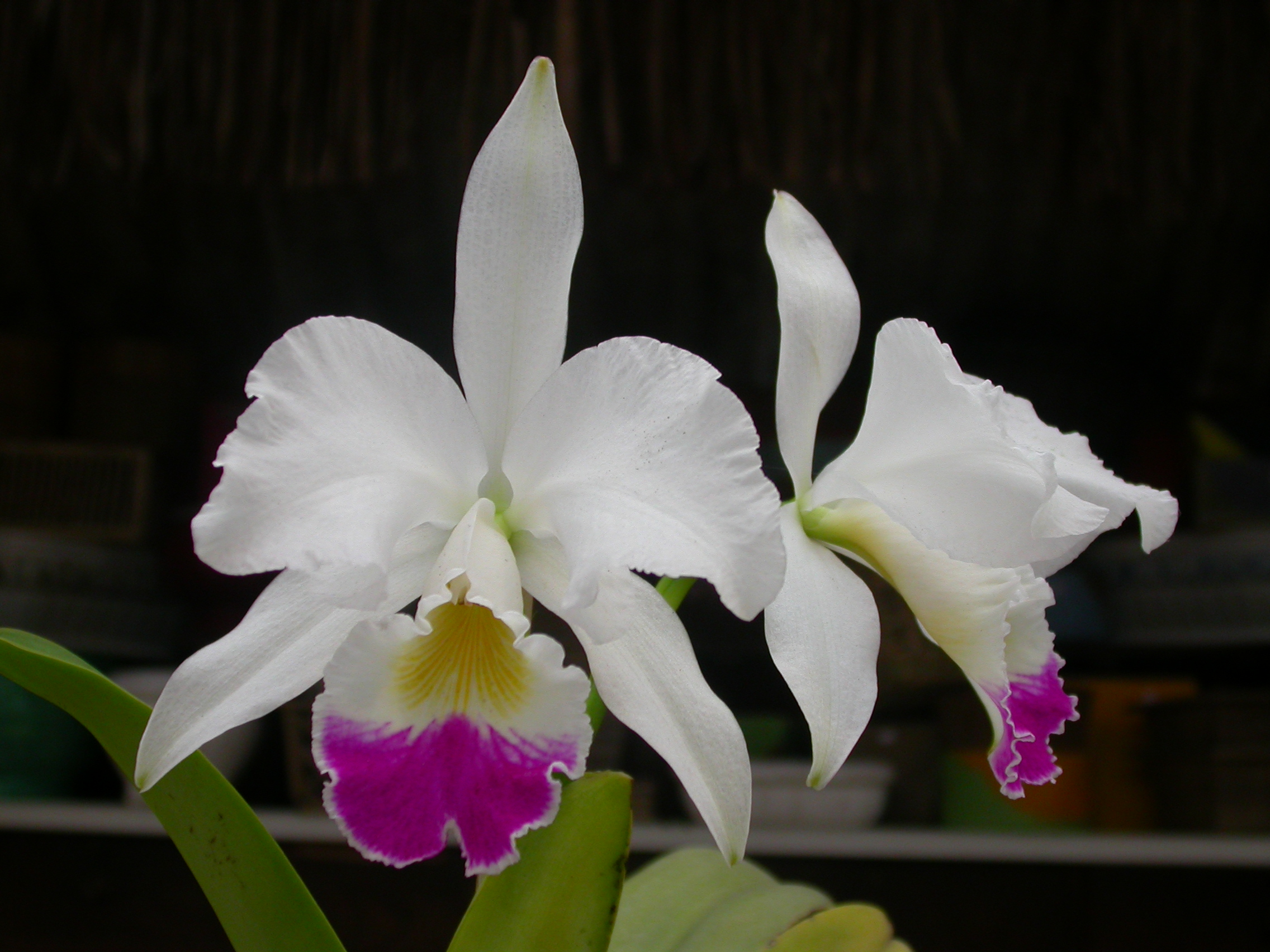
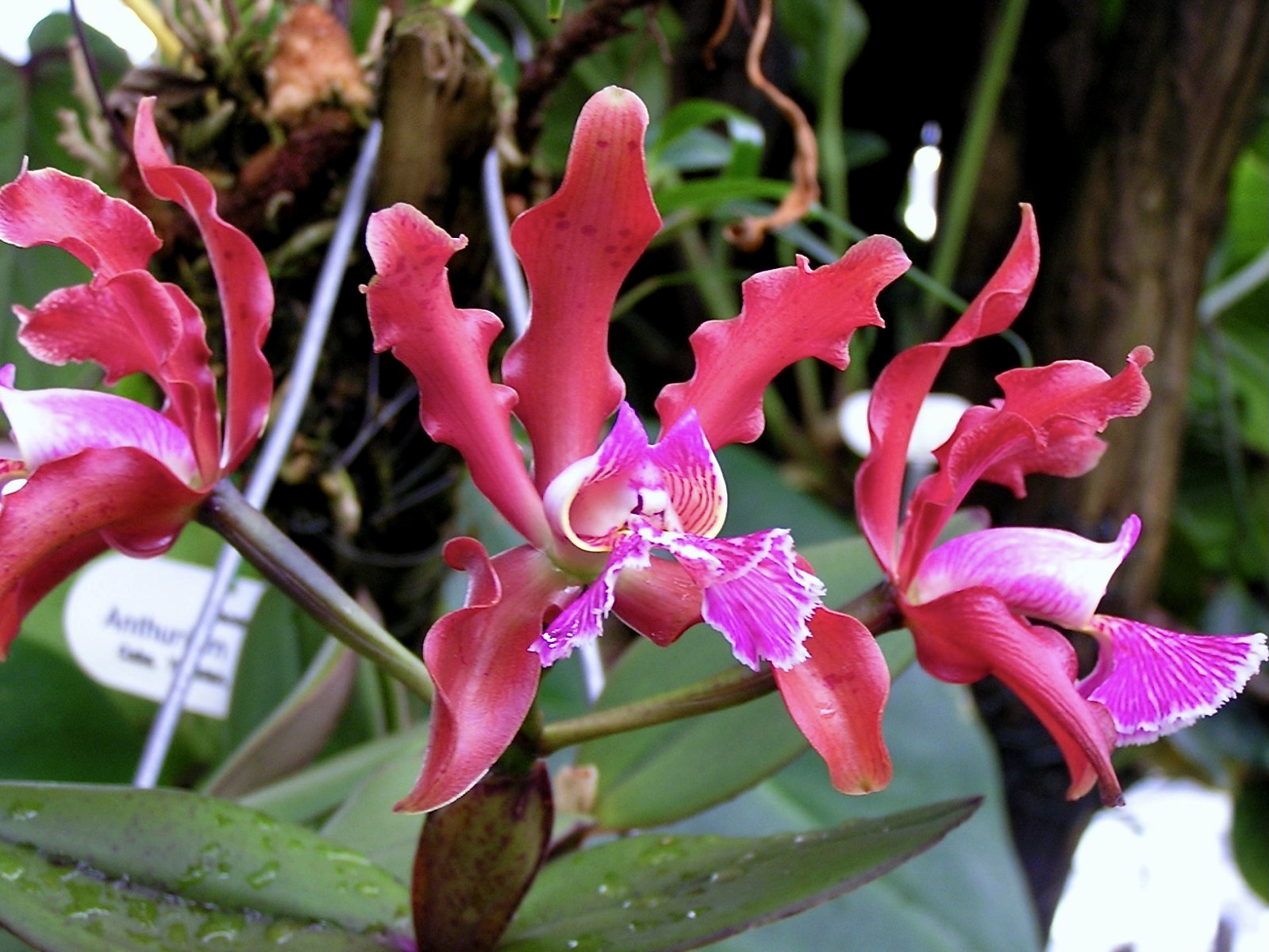
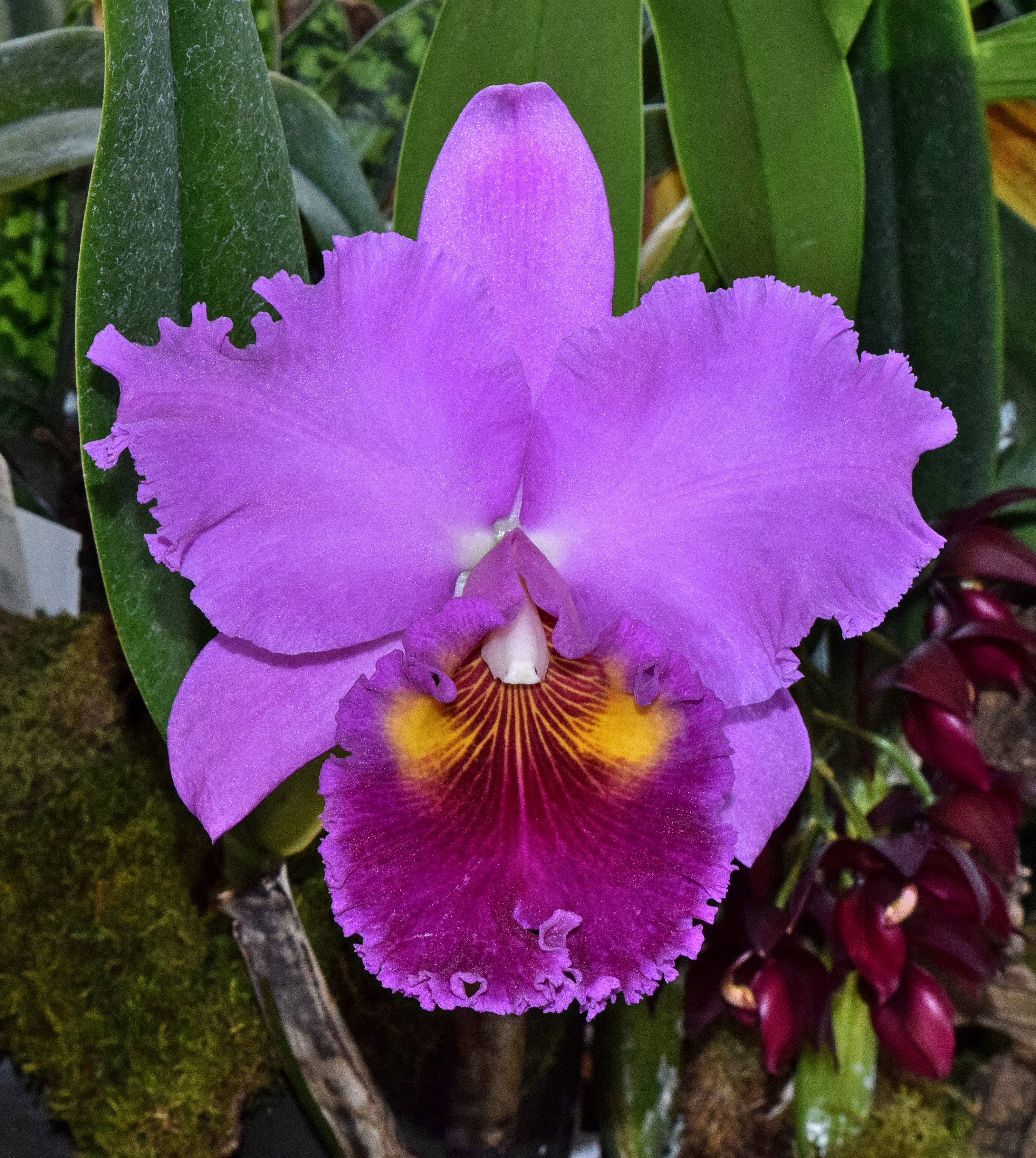
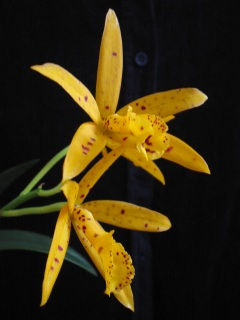
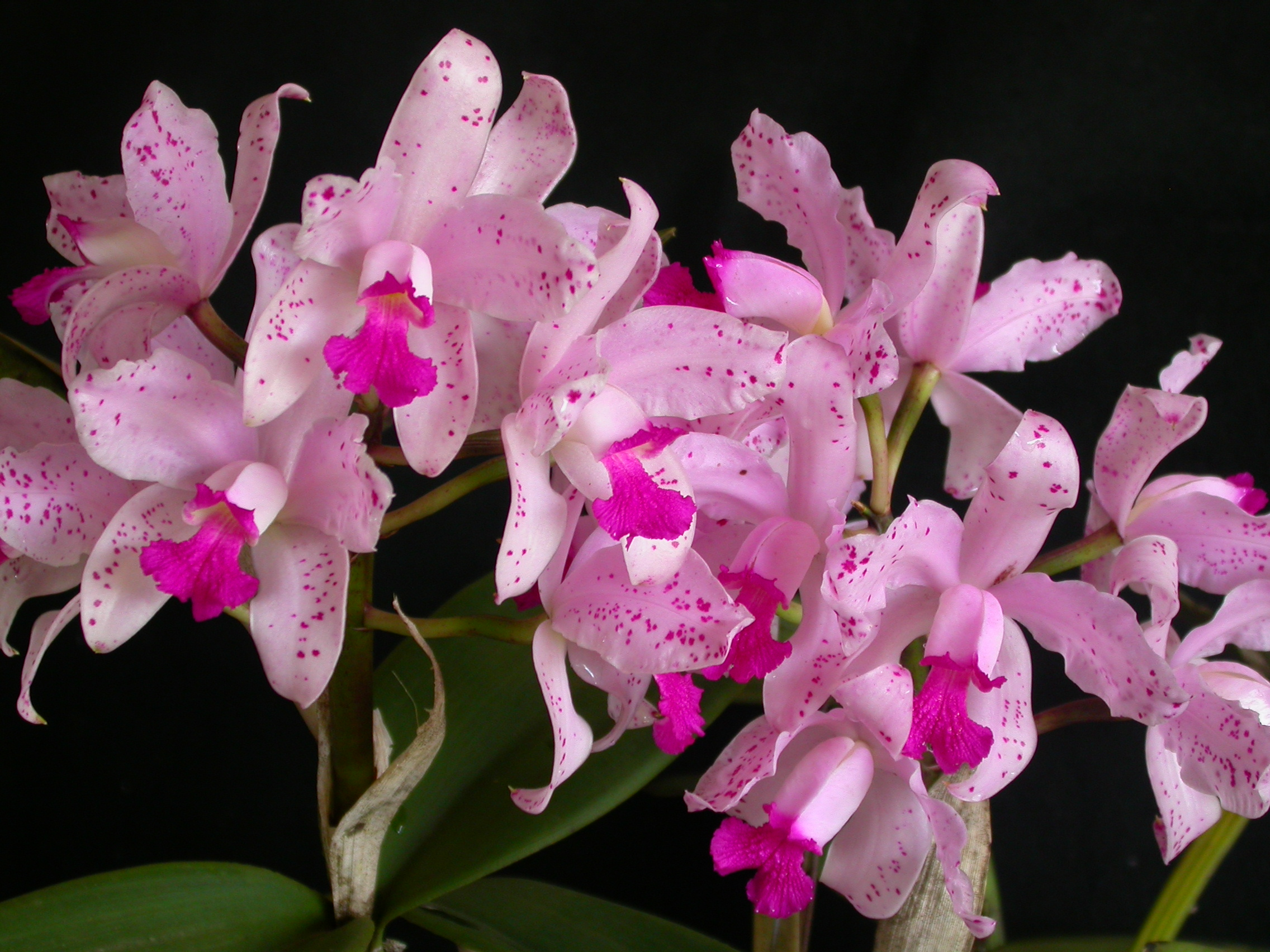
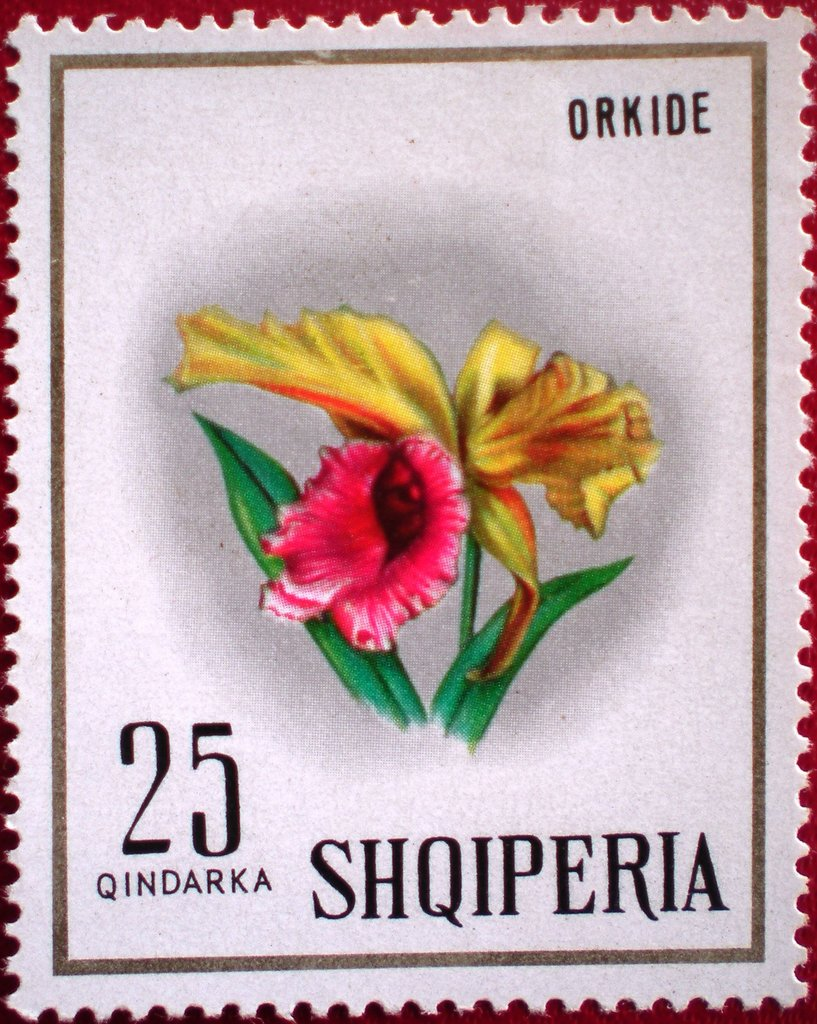
Tem của Albania